# Campeonato Mundial de Esquí Nórdico
El Campeonato Mundial de Esquí Nórdico es la máxima competición internacional del esquí nórdico (en sus tres categorías: esquí de fondo, salto en esquí y combinada nórdica). Es organizado desde 1924 por la Federación Internacional de Esquí (FIS). Actualmente se realiza cada año impar.

## Ediciones
| Núm.    | Año  | Sede                         | País                           |
| ------- | ---- | ---------------------------- | ------------------------------ |
| I       | 1924 | Chamonix                     | Francia                        |
| II      | 1925 | Janské Lázně                 | Checoslovaquia                 |
| III     | 1926 | Lahti                        | Finlandia                      |
| IV      | 1927 | Cortina d'Ampezzo            | Italia                         |
| V       | 1928 | Sankt-Moritz                 | Suiza                          |
| VI      | 1929 | Zakopane                     | Polonia                        |
| VII     | 1930 | Oslo                         | Noruega                        |
| VIII    | 1931 | Oberhof                      | Alemania                       |
| IX      | 1932 | Lake Placid                  | Estados Unidos                 |
| X       | 1933 | Innsbruck                    | Austria                        |
| XI      | 1934 | Sollefteå                    | Suecia                         |
| XII     | 1935 | Vysoké Tatry                 | Checoslovaquia                 |
| XIII    | 1936 | Garmisch-Partenkirchen       | Alemania                       |
| XIV     | 1937 | Chamonix                     | Francia                        |
| XV      | 1938 | Lahti                        | Finlandia                      |
| XVI     | 1939 | Zakopane                     | Polonia                        |
| XVII    | 1948 | Sankt-Moritz                 | Suiza                          |
| XVIII   | 1950 | Lake Placid                  | Estados Unidos                 |
| XIX     | 1952 | Oslo                         | Noruega                        |
| XX      | 1954 | Falun                        | Suecia                         |
| XXI     | 1956 | Cortina d'Ampezzo            | Italia                         |
| XXII    | 1958 | Lahti                        | Finlandia                      |
| XXIII   | 1960 | Squaw Valley                 | Estados Unidos                 |
| XXIV    | 1962 | Zakopane                     | Polonia                        |
| XXV     | 1964 | Innsbruck                    | Austria                        |
| XXVI    | 1966 | Oslo                         | Noruega                        |
| XXVII   | 1968 | Grenoble                     | Francia                        |
| XXVIII  | 1970 | Vysoké Tatry                 | Checoslovaquia                 |
| XXIX    | 1972 | Sapporo                      | Japón                          |
| XXX     | 1974 | Falun                        | Suecia                         |
| XXXI    | 1976 | Innsbruck                    | Austria                        |
| XXXII   | 1978 | Lahti                        | Finlandia                      |
| XXXIII  | 1980 | Lake Placid                  | Estados Unidos                 |
| XXXIV   | 1982 | Oslo                         | Noruega                        |
| XXXV    | 1984 | Sarajevo Rovaniemi Engelberg | Yugoslavia · Finlandia · Suiza |
| XXXVI   | 1985 | Seefeld                      | Austria                        |
| XXXVII  | 1987 | Oberstdorf                   | RFA                            |
| XXXVIII | 1989 | Lahti                        | Finlandia                      |
| XXXIX   | 1991 | Val di Fiemme                | Italia                         |
| XL      | 1993 | Falun                        | Suecia                         |
| XLI     | 1995 | Thunder Bay                  | Canadá                         |
| XLII    | 1997 | Trondheim                    | Noruega                        |
| XLIII   | 1999 | Ramsau                       | Austria                        |
| XLIV    | 2001 | Lahti                        | Finlandia                      |
| XLV     | 2003 | Val di Fiemme                | Italia                         |
| XLVI    | 2005 | Oberstdorf                   | Alemania                       |
| XLVII   | 2007 | Sapporo                      | Japón                          |
| XLVIII  | 2009 | Liberec                      | República Checa                |
| XLIX    | 2011 | Oslo                         | Noruega                        |
| L       | 2013 | Val di Fiemme                | Italia                         |
| LI      | 2015 | Falun                        | Suecia                         |
| LII     | 2017 | Lahti                        | Finlandia                      |
| LIII    | 2019 | Seefeld                      | Austria                        |
| LIV     | 2021 | Oberstdorf                   | Alemania                       |
| LV      | 2023 | Planica                      | Eslovenia                      |
| LVI     | 2025 | Trondheim                    | Noruega                        |
| LVII    | 2027 | Falun                        | Suecia                         |
| LVIII   | 2029 | Lahti                        | Finlandia                      |

1. 1 2 3 4 5 6 7 8 9 10 11 12 13  En estos años se celebraron los respectivos Juegos Olímpicos de Invierno, la FIS ha declarado oficialmente las competiciones de esquí de fondo y saltos en esquí en tales años como campeonatos mundiales.

## Medallero histórico
- Actualizado hasta Trondheim 2025 (incluye las medallas de los Juegos Olímpicos de 1924 a 1984).

| Núm. | País            | Oro | Plata | Bronce | Total |
| ---- | --------------- | --- | ----- | ------ | ----- |
| 1    | Noruega         | 201 | 157   | 146    | 504   |
| 2    | Rusia           | 77  | 77    | 68     | 222   |
| 3    | Finlandia       | 75  | 91    | 85     | 251   |
| 4    | Suecia          | 71  | 64    | 67     | 202   |
| 5    | Alemania        | 58  | 73    | 49     | 180   |
| 6    | Austria         | 30  | 36    | 46     | 112   |
| 7    | Polonia         | 13  | 7     | 13     | 33    |
| 8    | Italia          | 12  | 24    | 24     | 60    |
| 9    | Japón           | 12  | 16    | 21     | 49    |
| 10   | República Checa | 11  | 19    | 21     | 51    |
| 11   | Estados Unidos  | 8   | 6     | 8      | 22    |
| 12   | Eslovenia       | 8   | 5     | 9      | 22    |
| 13   | Francia         | 6   | 4     | 15     | 25    |
| 14   | Suiza           | 4   | 8     | 11     | 23    |
| 15   | Estonia         | 3   | 5     | 2      | 10    |
| 16   | Kazajistán      | 3   | 2     | 4      | 9     |
| 17   | Canadá          | 3   | 1     | 3      | 7     |
| 18   | España          | 1   | 1     | 0      | 2     |
| 19   | Yugoslavia      | 1   | 0     | 0      | 1     |
| 20   | Bielorrusia     | 0   | 1     | 0      | 1     |
| 21   | Ucrania         | 0   | 0     | 2      | 2     |
| 22   | Bulgaria        | 0   | 0     | 1      | 1     |
|      | TOTAL           | 597 | 597   | 595    | 1789  |

1. ↑  Incluye las medallas obtenidas por la URSS.
2. ↑  Incluye las medallas obtenidas por la RFA y la RDA entre 1949 y 1990.
3. ↑  Incluye las medallas obtenidas por Checoslovaquia.